# Barrio del Jacal de Yebuciví
Barrio del Jacal de Yebuciví är en ort i Mexiko, tillhörande kommunen Almoloya de Juárez i den västra delen av delstaten Mexiko, i den centrala delen av landet. Orten hade 395 invånare vid folkräkningen 2010.